# 大阪電気軌道デボ1400形電車
大阪電気軌道デボ1400形電車（おおさかでんききどうデボ1400がたでんしゃ）は、近畿日本鉄道（近鉄）の前身である大阪電気軌道（大軌）が、1939年より製造した通勤形電車である。
本項では同系の増備車である制御車のクボ1500形についても併せて取り扱う。

## 概要
1940年（昭和15年）は当時の皇国史観に基づく皇紀二千六百年に当たるとされた年であった。
大軌沿線には記紀において日本神話の建国の地とされる橿原に創建された橿原神宮があり、系列の参宮急行電鉄（参急）は社名が示すように、日本神話の主神・天照大神を祭神とする伊勢神宮への参宮速達路線であった。
このように当時の国家神道における文字通りの「聖地」沿線に立地する2社の路線では、1938年頃から橿原神宮の神域拡張工事が勤労奉仕で実施されたこともあって乗客が集中し、1940年には奉祝参拝客による輸送需要の大幅増大が予想された。
そこで両社はこれに先立ち、1931年の参急本線全通以来の新形車大量投入で輸送力増強を図ることを決定、1939年以降、大軌には3扉ロングシート車である本形式が、また参急には2扉クロスシート車のデ2227形と貴賓車の2600がそれぞれ投入されることとなった。
これら両社の新型車については、窓配置、座席配置、それに便所の有無の相違が存在したが、それ以外の車体の基本構造は完全に共通化されており、電装品や台車といった主要機器についても全て共通設計となっている。

## 車種構成
本形式およびその同系車は、以下の21両が名古屋の日本車輌製造本店で製造された。
- デボ1400形 制御電動車(Mc)
  - デボ1400 - 1415
    - 1939年12月竣工
- クボ1500形 制御車(Tc)
  - クボ1500 - 1504
    - 1940年10月竣工

## 車体
車体設計はデボ1400・クボ1500の両形式で共通で、両端に運転台を設けた20m級半鋼製3扉ロングシート車である。
妻面は中央に貫通路を設けた当時としては一般的なレイアウトの3枚窓構成で、左右窓の下部に鋳鋼製のアンチクライマーを装着している点を含め、姉妹車である参急デ2227形と共通設計となっている。ただし、区間運転用で便所が設置されていないため、全て車掌台側にも妻窓を設けてある点で異なる。
窓配置はd1(1)D4D(1)3D(1)1d（d：乗務員扉、D：客用扉、(1)戸袋窓。数字：窓数）で、大軌の在来車に近い扉位置を維持しつつ概ね参急デ2227形との共通性を保つ配置となっている。
側窓は2段上昇式で、下段には保護棒が1本備えられている。
車体の基本構造は参急2200系のそれに準じる、軽量化を重視した型鋼通し台枠によるものである。もっとも電気溶接技術の進歩を受けてリベット接合を使用する箇所が減少しており、側窓補強用のウィンドウシル（窓下）が溶接による平帯となってリベットが撤廃されるなど、外観の平滑化が進んでいる。
本形式や姉妹車であるデ2227形の外観を特徴付ける設計としては、側柱を上方に延長して幕板を屋根肩部上方まで拡大し、併せて雨樋を屋根肩部の上方に移動した、いわゆる張り上げ屋根構造が採用されている点が挙げられる。
この構造は同時期の鉄道省40系や50系、それに阪和電気鉄道モタ3000・クタ7000形などにも採用された、設計当時の最新流行様式である。これは既に日中戦争が開戦し国家総動員法が公布されて資材調達が思うに任せなくなりつつあり、また車両新造についても厳しい統制が進められていた当時としては、精一杯のデザインへの配慮であったとされる。
また、床面高さは1,270mmと阪和電気鉄道モタ300形などの1,299mmに次ぐ、極めて高い位置となっていることも特徴の一つである。これは後述する狭軌対応による主電動機のハウジング直径の大幅増大などに伴うもので、青山峠越えの連続急勾配区間での冷却対策の必要もあって、在来のデ2200形に対して45mm引き上げとして余裕を持たせて設計されている。
なお、公称自重はデボ1400形が47.5t、クボ1500形が31.5tで、窓配置や座席仕様の異なり同一である筈のないデ2227形やク3110形と同値とされている。これらの値はそれぞれ参宮急行電鉄の前世代車であるデ2200形およびク3100形のそれとも全く同値である。同時代の他社車両においても不自然な自重を公称した例があり、それらの一部はメーカーカタログで公称自重よりも格段に大きな実測自重を掲載されていることなどから、これらの公称値は少なくとも本形式とデ2227形のグループについてはあくまで認可を得るための方便でしかなく、実際にはより大きな自重であった可能性が高い。
車体塗色については、登場時は大阪電気軌道標準のダークグリーン1色であった。

## 主要機器
姉妹形式である参急デ2227形およびク3110形と共通の、参急デ2200系のそれを基本として、その後の情勢の変化を反映した設計変更が行われた機器が採用されている。

### 電装品
制御器はデ2200形用と同系の三菱電機ABF単位スイッチ式自動加速制御器を搭載する。
本形式そのものは上本町（現・大阪上本町） - 桜井までの大軌八木・桜井線区間での運用を主目的として製造されている。だが、本形式はそればかりではなく佐田までの参急線へ乗り入れる、急峻な青山峠越えを含む運用にも充当されることから、デ2200形と同じく主制御器に抑速発電制動機能が付与された。このため、抵抗器もそれに見合った大容量のものが搭載されている。
これに対し、主電動機は狭軌用の吊り掛け式直流直巻整流子電動機である三菱電機MB-266-AFを各台車に2基ずつ搭載する。
これは、鉄道省東海道本線が空襲等で使用不能になった際の代替線を求める軍部の要請で、参宮急行電鉄線の狭軌併用3線化が計画されたことに備えて採用されたものである。
もっとも、在来車に準じて発電制動を抑速用として常用する本形式の使用状況と、高定格回転数化によるフラッシュ・オーバー対策が十分進んでいなかった当時の技術水準では、軌間が狭くなることに伴うバックゲージの縮小による磁気容量の減少を定格回転数の引き上げで補うのは困難である。そうした事情から、デボ1400形やデ2227形の搭載したMB-266-AFはデ2200形やデトニ2300形の装架した三菱電機MB-211-BFと比較して若干定格回転数が引き上げられた程度で、同時代の高速電車用主電動機としては比較的低い、鉄道省の電車用制式電動機と大差ない定格回転数とされている。このため、1,067mm軌間への対応に伴う磁気容量の減少=出力低下を補うべく、主電動機そのものの直径増大や軸受・整流子部分の寸法縮小など設計上の工夫が凝らされた。さらに、そうした主電動機寸法の縮小を行ってなお収まらない部分については、駆動装置の幅員縮小で補うという、無理に無理を重ねた設計が採用された。この電動機は摩耗部品、特にデ2200・デトニ2300形用MB-211-BFと比較して寸法面で厳しい設計となった整流子部分に故障が多発し、信頼性の点では大きく見劣りしたと伝えられている。

### 台車
台車は日本車輌製造D22が採用されている。これはボールドウィンA形台車の模倣品の一つとして著名な、日本車両製造D形台車シリーズのバリエーションモデルの一つである。
これは様々な事情で重量が増大した本形式やデ2227形の重い車体を支えるために心皿荷重上限を22tと大きく取ってあり、この値は日本車輌製造が設計製作した電車用D形台車の中では最大を記録している。しかも、主電動機の直径が増大したことを受け、冷却の必要もあって台車の軸距も延伸されたため、当時としては他に類を見ない非常に堂々とした外観となっている。
もっとも基本構造は当時一般的であった平鋼組み立て式の釣り合い梁式台車であり、その耐荷重性能と軸距は別にすると、基本構造には目立った特徴は存在しない。ベアリングは平軸受である。
なお、制御車であるクボ1500形も台車はデボ1400形と共通のD22を装着している。

### ブレーキ
デ2200形と同様、主制御器側からの指令による（空制系と連動しない）抑速発電制動を常用する。
また、空制系についてもデ2200形との併結を考慮し、これと同じく6両編成以上の長大編成に対応する、U自在弁によるAMU（デボ1400形）・ACU（クボ1500形）自動空気ブレーキ（Uブレーキ）を装備する。これにより、車体装架のブレーキシリンダーで台車の両抱式基礎ブレーキ装置を駆動する、戦前の電車では一般的なブレーキ装置を備える。

## 運用
デボ1400形は竣工後、当初の予定通り皇紀二千六百年の大輸送に充当され、主力車として大きな役割を果たした。また、紀元二千六百年記念行事を目前に控えた時期に輸送力増強のために追加発注されたクボ1500形もさっそく秋の大輸送に投入され、大量の奉祝客を輸送した。
紀元二千六百年輸送の主力車としての任が一段落してからは、大軌・参急線で主として青山町折り返しの普通列車に2両編成で充当された。
1941年3月15日に実施された大軌の参急との合併、そしてそれに続く1944年6月1日の南海鉄道との合併による近畿日本鉄道の成立に伴い、形式称号がデボ1400・クボ1500形からモ1400・ク1500形へ変更されているが、本形式については実質面では何ら変化は無かった。
戦後の混乱期には性能が共通の2200系と混結して宇治山田発着の急行にも充当されたこともあったが、その後は再度区間運転の普通列車への運用が主体となり、旅客増による3両編成化が行われている（ただし、車両運用の都合から、年末年始の宇治山田発着の臨時急行に充当されることもあった）。
戦後は連合軍の通達に基づく標識灯の1灯増設を行い、更にアンチクライマーと側窓保護棒の撤去が実施された。
その後、大阪線区間運転列車の長大編成化で単行運転の可能性が減少したことから、1961年から1962年にかけてモ1401 - モ1410およびク1500形全車の片運転台化が順次実施された。さらにこの過程で1961年には電制と自動空気ブレーキの電空同期動作を目指して制御器の改造とブレーキ弁への中継弁の付加を一部で試用した。
車体塗色については1963年秋よりマルーンレッドに塗り替えられている。
その後も姉妹車であるク3110形と共に大阪線で長く重用されたが、陳腐化の進行で、高性能車で冷房も設置した2800系への置き換えが1974年から開始され、モ1400形は片運転台の奇数車全車とモ1402・モ1416が、ク1500形はク1503 - ク1505の3両がそれぞれ同年中に廃車解体され、残るモ1400形9両とク1500形2両は電動貨車に格下げとなり、1976年にはそれぞれモワ10形モワ11 - 19とクワ50形51・52に改番された。
もっとも老朽化の進行は否めず、1981年3月にモワ17・モワ18が廃車となった。1983年1月には2250系と置き換えられる形でモワ11・12・クワ52が、同年3月にはモワ13・14・クワ51が廃車解体された。1985年1月にはモワ19が廃車となり、最後に残ったモワ15・16もモワ50形に置き換えられる形で1990年3月3日に廃車解体されて消滅した。このため保存車は存在しない。